# 本田幸夫
本田 幸夫（ほんだ ゆきお、1956年 - ）は、大阪府出身の日本のロボット工学者。工学博士（大阪府立大学）。東京大学大学院工学系研究科人工物工学研究センター(RACE)特任研究員。大阪工業大学ロボティクス＆デザインセンター(RDC)初代所長・ロボティクス＆デザイン工学部ロボット工学科元教授。元大阪大学大学院医学系研究科招聘教授。元関西経済連合会関西次世代ロボット推進会議幹事長。新エネルギー・産業技術総合開発機構（NEDO）技術委員。ロボット革命イニシアティブ協議会評議員。日本医療研究開発機構（AMED）課題評価委員。アルボット（産業技術総合研究所AIST発ベンチャー企業）元CEO。
専門は、ロボット工学・制御システム工学（特にモータ・アクチュエータ）、生活支援工学・医療福祉工学。

## 略歴
1980年神戸大学工学部計測工学科卒業。同年、日本電装（現デンソー）入社。1989年松下電器産業（現パナソニック）モータ技術研究所にて、主にモータ制御システムの研究に従事。その後、マレーシア松下モータ経営責任者を経て、モータ社CTO、本社R&D部門ロボット事業推進センター長、理事などを歴任。その間、大阪府立大学大学院にて工学博士号を取得。同大学大学院客員教授、大阪大学大学院医学系研究科招聘教授などを経て、2013年大阪工業大学工学部に着任、ロボット工学科教授。 2014年日本医療研究開発機構ロボット介護機器開発・導入促進事業プロジェクトスーパバイザーを兼務。2017年大阪工業大学ロボティクス＆デザイン工学部ロボット工学科教授。2020年大阪工業大学退官（定年退職）。
大阪工業大学では、ロボティクス＆デザインセンター(RDC)初代所長も務め、産学連携・オープンイノベーションを推進し、新エネルギー・産業技術総合開発機構(NEDO)と協力した日本初の「ロボットサービス・ビジネススクール」の立ち上げや、「ロボット革命」の牽引役として積極的なメディア出演（NHKクローズアップ現代や週刊ダイヤモンドなど）、海外啓蒙活動（特に中国）を行い、同大学のロボット工学におけるプレゼンス向上に貢献した。
退官後は2020年4月より、東京大学大学院工学系研究科人工物工学研究センター特任研究員を務める。
主な所属学会は、日本ロボット学会、日本生活支援工学会、電気学会、IEEEなど。

## 主な著書
- 「埋込磁石同期モータの設計と制御」（共著、オーム社2001、学術書）
- 「モータ技術実用ハンドブック」（共著、日刊工業新聞社2001、学術書）
- 「ロボット革命: なぜグーグルとアマゾンが投資するのか」（単著、祥伝社2014）[17]
- 「人類なら知っておきたい人工知能の今と未来の話」（監修、PHP出版2016）

## 主な受賞
- 科学技術庁注目発明賞「多層リラクタンスモータ」（2000）
- 電気学会優秀技術活動賞 技術報告賞「応用面から見たリラクタンストルク応用電動機の開発動向」（2004）
- 第54回電気科学技術奨励賞「最適磁束制御による高効率埋込磁石形同期モータ（IPMSM）の開発と実用化」（2006）
- 第4回ロボット大賞日本機械工業連合会会長賞「注射薬払出ロボットを起点とした薬剤業務支援ロボット群」（2011）
- 第5回ロボット大賞経済産業大臣賞「生活支援ロボットソリューション事業の推進」（2012）

## 主な研究
- ロボット介護機器の開発・普及活動と今後の展望[18]
- 介護ロボットの開発[19]
- デザイン思考の視点から見たロボット介護機器の開発[20]
- 骨盤回旋を促す装着型歩行アシストロボットの研究
- サービスロボットの現状と今後
- ロボティックベッドの安全技術 - パナソニックとの共同研究[21]